# 爱尔兰英语
爱尔兰英语（英語： 或 ），是在爱尔兰使用的一种英语方言。

## 歷史
在诺曼入侵后的十二世纪晚期，英语第一次被带到了爱尔兰岛，开始英语只在都柏林附近的The Pale使用。都铎王朝期间，爱尔兰人夺回了被殖民者占有的土地。但是在都铎征服爱尔兰后，尤其是在圈地运动期间，英语得到大范围的扩张。至19世纪中期，英语成了爱尔兰的主要语言并延续至今，并且爱尔兰岛上残存的爱尔兰语也在受到英语很深的影响。
当代的爱尔兰英语受到爱尔兰语的强烈影响，这些影响体现在词汇语法发音和句子结构上。

## 拼写
不像美国英语和加拿大英语有自己的拼写规则，爱尔兰英语一直延用英国英语的拼写。

## 词汇

### 爱尔兰语借词
爱尔兰英语受到爱尔兰语的强烈影响，后者为前者提供了大量借词，尤其是国家机构的名称，如爱尔兰总理称，爱尔兰国会称。爱尔兰人在日常对话中也使用爱尔兰语借词，尽管在年轻一代中这种趋势在变弱。
口语中的借词举例如下：
| 词语          | 词性   | 词义 |
| ------------- | ------ | ---- |
| amadán        | 名词   | 傻子 |
| garsún/ gasúr | 名词   | 男孩 |
| lúdramán      | 名词   | 傻子 |
| sláinte       | 感叹词 | 干杯 |
| gob           | 名词   | 嘴   |

### 来自爱尔兰语的衍生词
爱尔兰英语中有一部分词汇来自爱尔兰语的衍生词，这些词汇和短语通常是爱尔兰语词汇的变体或者译词。爱尔兰人经常根据爱尔兰语创造一些英语中原本没有的词汇。

### 对古英语和中古英语的保留
爱尔兰英语中保留了部分现代英文已经不使用了的古英语和中古英语词汇。

### 其它
除了以上三种来源，还有部分爱尔兰英语的独特词汇找不到来源或者来源有争议，尽管这些词汇并不仅仅在爱尔兰岛使用，但这些词汇并没有广泛流传，以至于它们仍然可以被认为是爱尔兰英语的特点。

## 语法和句法
由于爱尔兰语和英语的语法差异巨大，所以爱尔兰英语不可避免地受到爱尔兰语的影响。而这些影响在城市地区和下一代爱尔兰人的口中正在逐渐消失。